# گوادالوپ، سائوتومه و پرنسیپ
گوادالوپ، سائوتومه و پرنسیپ (به لاتین: Guadalupe, São Tomé and Príncipe) یک منطقهٔ مسکونی در سائوتومه و پرینسیپ است که در São Tomé Province واقع شده‌است.

## خصوصیات
گوادالوپ، سائوتومه و پرینسیپ ۱٬۷۳۴ نفر جمعیت دارد.